# Neoplaconema cymbiforme
Neoplaconema cymbiforme är en svampart som beskrevs av Z.Q. Yuan & C. Mohammed 1997. Neoplaconema cymbiforme ingår i släktet Neoplaconema, divisionen sporsäcksvampar och riket svampar.   Inga underarter finns listade i Catalogue of Life.